# Przesławki
Przesławki (deutsch Präslauken, 1938 bis 1945 Praßlau) ist ein kleines Dorf in der polnischen Woiwodschaft Ermland-Masuren, das zur Landgemeinde Dubeninki (Dubeningken, 1938 bis 1945 Dubeningen) im Kreis Gołdap (Goldap) gehört.

## Geographische Lage
Przesławki liegt im äußersten Nordosten der Woiwodschaft Ermland-Masuren, zwei Kilometer südlich der Staatsgrenze Polen/Russland und ebenso viele Kilometer westlich der einstigen Grenze zwischen dem Deutschen Reich und Polen, zu der die heutige Woiwodschaftsgrenze Ermland-Masuren/Podlachien nahezu parallel verläuft.

## Geschichte
Der seinerzeit Barschkeppen genannte kleine Ort hatte im Laufe der Jahre unterschiedliche Namen: Parschkeppen (nach 1565), Prastfeld (vor 1700), Präßlauken (vor 1717), Praslauken (vor 1818), und Präslauken (bis 1938).
Von 1874 bis 1945 war das Dorf in den Amtsbezirk Dobawen eingegliedert, der – 1939 in „Amtsbezirk Dobauen“ umbenannt – zum Kreis Goldap im Regierungsbezirk Gumbinnen der preußischen Provinz Ostpreußen gehörte.
88 Einwohner waren im Jahr 1910 in Präslauken gemeldet. Ihre Zahl war 1933 gleichbleibend und sank bis 1939 leicht auf 76 ab.
Im Jahr 1938 änderte man die Namensschreibweise von Präslauken in „Praßlau“.
1945 kam das Dorf in Kriegsfolge mit dem südlichen Ostpreußen zu Polen und erhielt die Bezeichnung „Przesławki“. Das Dorf ist heute eine Ortschaft im Verbund der Gmina Dubeninki im Powiat Gołdapski innerhalb der Woiwodschaft Ermland-Masuren.

## Religionen
Mit seiner mehrheitlich evangelischen Bevölkerung war Dobawen/Dobauen vor 1945 in das Kirchspiel der Kirche Szittkehmen eingepfarrt, die zum Kirchenkreis Goldap in der Kirchenprovinz Ostpreußen der Kirche der Altpreußischen Union gehörte. Die wenigen Katholiken waren zur Pfarrkirche in Goldap im Bistum Ermland hin orientiert.
Seit 1945 ist das einst evangelische Gotteshaus in Żytkiejmy Pfarrkirche der jetzt überwiegend katholischen Bevölkerung Przesławkis, die zum Dekanat Filipów im Bistum Ełk (Lyck) der katholischen Kirche in Polen gehört. Die hier lebenden wenigen evangelischen Kirchenglieder sind in die Kirchengemeinde in Gołdap eingegliedert, einer Filialgemeinde der Pfarrei in Suwałki in der Diözese Masuren der evangelisch-lutherischen Kirche in Polen.

## Verkehr
Przesławki liegt südlich der Woiwodschaftsstraße 651 und ist über einen Abzweig zwischen den Dörfern Lenkupie (Lengkupchen, 1938 bis 1945 Lengenfließ) und Żerdziny (Serteggen, 1938 bis 1945 Serteck) zu erreichen.
Eine Bahnanbindung besteht seit 1945 in Kriegsfolge nicht mehr. Bis dahin war Szittkehmen (1936 bis 1938 Schittkehmen, 1938 bis 1945 Wehrkirchen, polnisch Żytkiejmy) die nächste Bahnstation an der Bahnstrecke Gumbinnen–Goldap.